# Stuttgarter Metallwarenfabrik Wilh. Mayer & Frz. Wilhelm
Die Stuttgarter Metallwarenfabrik Wilh. Mayer & Frz. Wilhelm, kurz auch Mayer & Wilhelm genannt, warb Anfang des 20. Jahrhunderts für die „Ausführung von Medaillen und Plaketten in Gold, Silber [und] Bronze.“

## Geschichte
Die Metallwarenfabrik und Kunstprägeanstalt wurde 1861 von dem Bildhauer und Medailleur Wilhelm Mayer in Hanau gegründet, von wo es später nach Stuttgart verlegt wurde. Ab 1873 teilte sich Mayer die Unternehmensleitung mit seinem Schwager, dem Graveur Franz Wilhelm. Ab 1874 wirkte der Medailleur Karl Schäfer in der Anstalt mit.
Der Graveur und Ziseleur sowie Fachlehrer an der Kunstgewerbeschule in Kassel Hermann Dürrich (geboren am 13. Januar 1864 in Stuttgart) war zeitweilig für die Stuttgarter Prägeanstalt tätig. Für den ebendort wirkenden Graveur Bruno Fritsche konnten bis in jüngste Zeit keine biographischen Daten ermittelt werden.
1896 erhielt die Firma ihren Namen Stuttgarter Metallwaren-Fabrik Wilh. Mayer und Frz. Wilhelm, in der ab 1899 auch der Medailleur Heinrich Zimmermann tätig wurde.

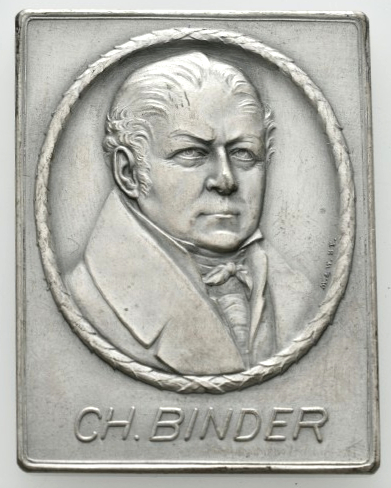
1914: Plakette auf den Numismatiker Christian Binder;
Silber, signiert M.&W.ST.; Landesmuseum Württemberg

Nach dem 50-jährigen Gründungsjubiläum im Jahr 1911 zogen sich die beiden Inhaber aus der Firma zurück, die dann von ihren Söhnen Adolf Mayer und – dann mehr als 6 Jahrzehnte – Max Wilhelm (1881–1980) geführt wurde. 1913 bewarb die „Kunstpräge-Anstalt […] die Ausführung von Medaillen und Plaketten in Gold – Silber – Bronze auf alle historischen Ereignisse, Jubiläen, Ausstellungen und dgl.“ mit der Abbildung einer Medaille zur „100 Jahrfeier“ des Sieges in der Schlacht bei Waterloo sowie dem Doppelporträt des preußischen Königs Friedrich Wilhelm III. und dem deutschen Kaiser Wilhelm II.

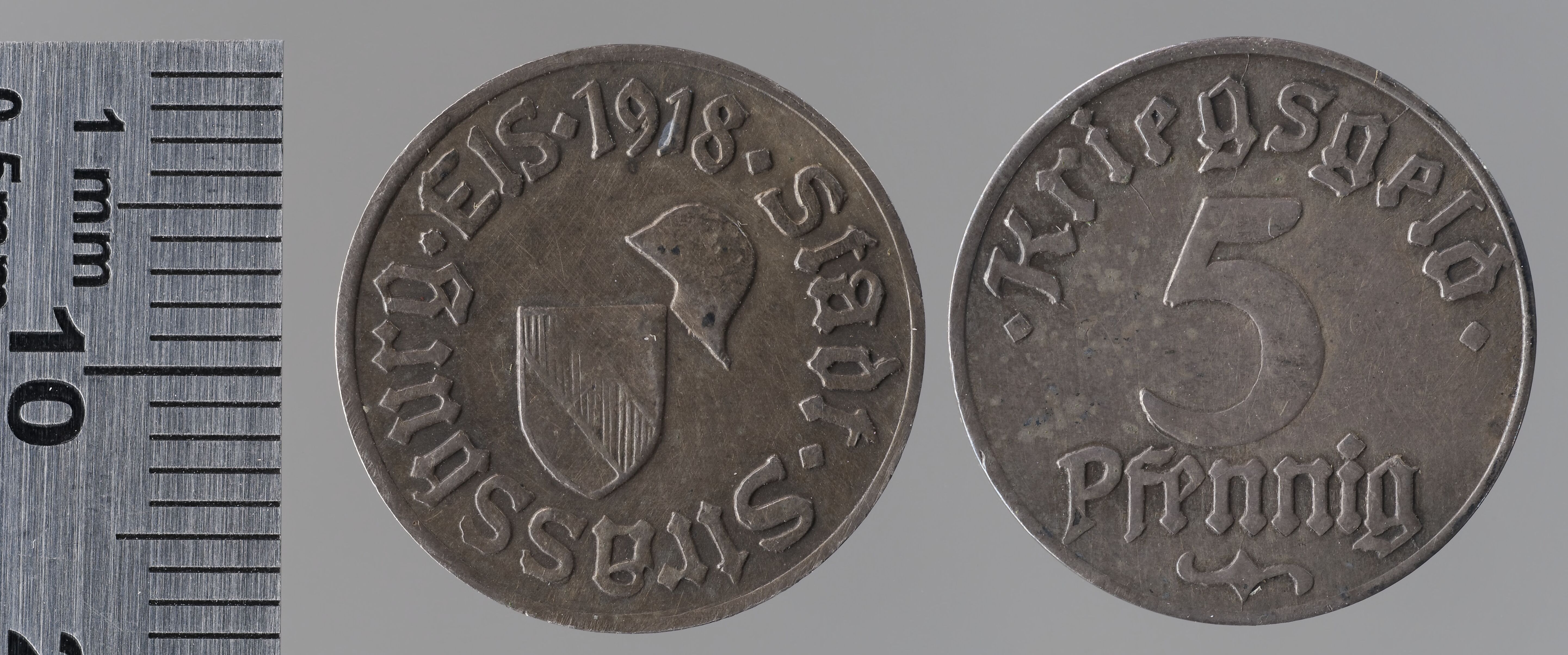
5 Pfennig-Kriegsgeld-Münze von 1918 für die Stadt Straßburg;
Besitzerin: Bibliothèque nationale de France

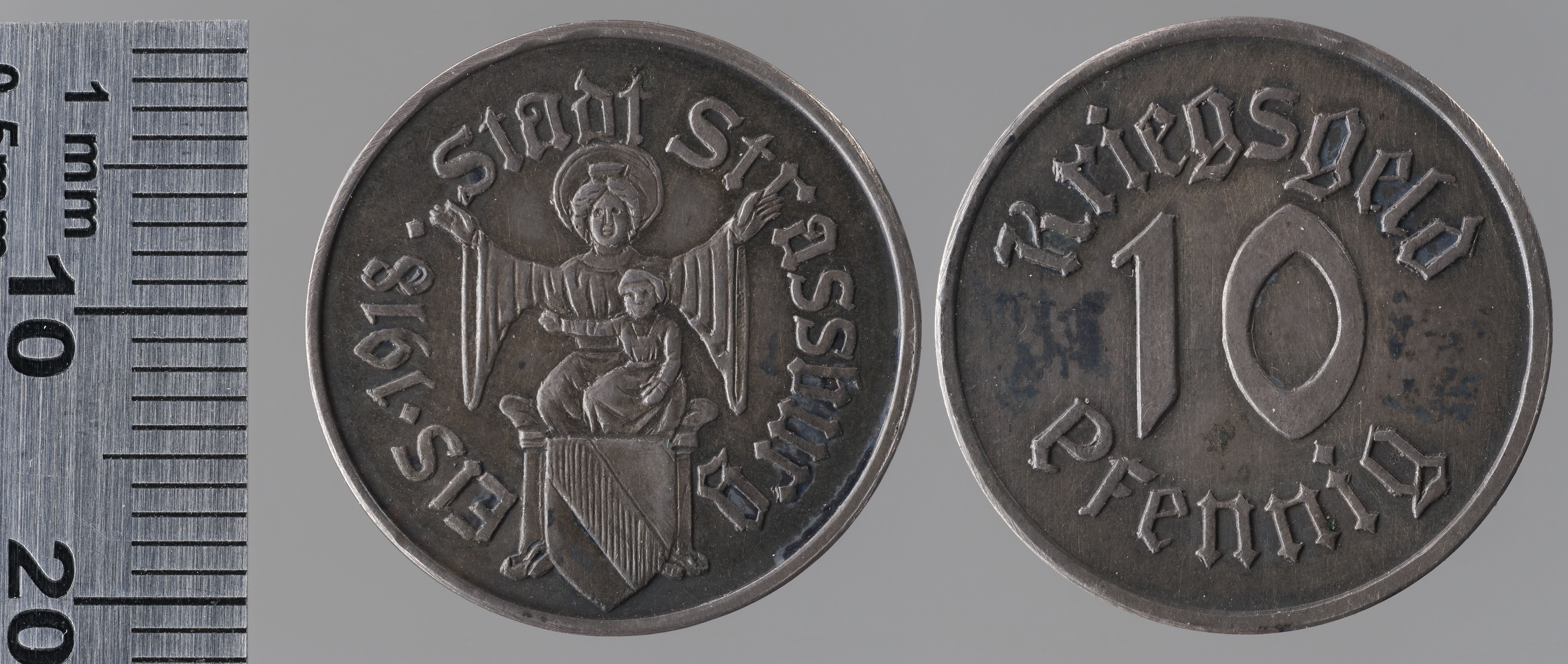
10 Pfennig-Kriegsgeld für Straßburg mit Bild einer Heiligen

Während der Luftangriffe auf Stuttgart im Zweiten Weltkrieg wurden die Gebäude in der Rotebühlstraße 119 B durch Fliegerbomben zerstört. Aus den Ruinen konnten nur wenige Firmenunterlagen und Musterbücher sowie ein kleiner Teil alter Prägestempel gerettet werden. Dennoch wurde der Betrieb in der Nachkriegszeit unter derselben Adresse zunächst fortgeführt.
Nach mehr als 6 Jahrzehnten übergab Max Wilhelm den Betrieb 1971 an seinen seit 1940 im Unternehmen tätigen Mitarbeiter Kurt Laux. Im selben Jahr wurde die Firma nach Filderstadt-Harthausen bei Stuttgart verlegt in den Heuwiesenweg 32.
In jüngerer Zeit wurden neben Medaillen auch Abzeichen und Kontrollmarken in das Produktportfolio aufgenommen. Im Jahr 2023 – Inhaber Roland Czerny – sind die Werkstätten zudem auf Prägungen wie etwa Automatenmünzen und Werkzeugmarken sowie Sport- und Ehrenzeichen spezialisiert.

## Weitere bekannte Prägungen (Auswahl)
- 1901: Medaille aus Schwäbisch Hall auf den Tod von Konrad Schauffele[5]
- 1913:
  - Medaille der neuen Schützengesellschaft Stuttgart[5]
  - „Erinnerungs-Medaillen für die Rathaus-Weihe Hannover“,[2] herausgegeben von der Stadt Hannover, verteilt an Ehrengäste, laut Aktenlage in Gold und Silber, sowie in Bronze an städtische Beamte[6]
- Schützenmedaille auf das Jubiläums- und Fahnenweihschießen Hechingen[5]